# Alexandre Mikhailovitch Belosselsky Belozersky
Le prince Alexandre Mikhaïlovitch Belosselsky-Belozersky (russe : Александр Михайлович Белосельский-Белозерский), né en 1752 à Saint-Pétersbourg et mort le 26 décembre 1809 dans cette même ville, est un diplomate, écrivain et collectionneur d’art russe. Il joue un rôle important dans la diplomatie impériale de la fin du XVIIIe siècle et est reconnu pour son mécénat artistique.

## Biographie

### Origines et formation
Issu de la noblesse princière des Rurikides, Alexandre est le fils du prince Mikhaïl Andreïevitch Belosselsky (1702–1755), vice-amiral de la flotte impériale. Il commence sa carrière militaire dans la Garde à cheval, puis est promu sous-lieutenant au régiment d’Izmaïlovsk.
En 1768, il part compléter sa formation en Europe occidentale : d’abord à Londres, où il séjourne auprès de son oncle, ambassadeur de Russie ; ensuite à Berlin, sous la direction du professeur Dieudonné Thiébault. Il poursuit ses voyages en France, Italie et Allemagne entre 1775 et 1778.

### Carrière diplomatique
Nommé chambellan en 1779, il est affecté à Dresde comme représentant diplomatique, puis envoyé à Vienne et à Turin en tant que ministre plénipotentiaire. Ses positions modérées sur la Révolution française entraînent son rappel.
Sous le règne de Paul Ier de Russie, il devient sénateur, commandeur héréditaire de l’Ordre de Saint-Jean de Jérusalem et est autorisé par un oukase de l'empereur Paul 1er  à porter le double nom Belosselsky-Belozersky en souvenir de la souvereneté de sa famille sur le principauté de Belozersk, et ce,  transmissible à ses descendants. Alexandre Ier lui confère le rang de conseiller d’État effectif et la charge d’oberschenk (grand échanson).

### Engagement intellectuel et artistique
En 1800, il est élu membre de l’Académie russe et devient membre honoraire de l’Académie impériale des beaux-arts de Saint-Pétersbourg. Il est également admis dans plusieurs sociétés savantes étrangères (Bologne, Nancy, Cassel).
Auteur de plusieurs ouvrages, essentiellement en français :
- De la musique en Italie (1778) ;
- Circé, cantate ;
- Poésies françaises d’un prince étranger (Paris, 1789) ;
- Dianologie ou Tableau philosophique de l’entendement (Dresde, 1790) ;
- Olinka, ou le premier amour (opérette, Moscou, 1796).

Collectionneur d’art reconnu, sa galerie personnelle à Saint-Pétersbourg est saluée par les contemporains, notamment l’historien Heinrich Christoph von Reimers.

### Résidences et patrimoine
En 1784, il acquiert l’île de Krestovsky et y fait bâtir une résidence. Vers 1800, il achète un terrain à l’angle de la Perspective Nevski et de la Fontanka, où il fait édifier le Palais Belosselsky-Belozersky.

### Décès et postérité
Alexandre Mikhaïlovitch meurt à Saint-Pétersbourg le 26 décembre 1809. Il est inhumé à la laure Alexandre-Nevski. Son fils, Esper Alexandrovitch Belosselsky-Belozersky (1802–1846), général-major, poursuit l’héritage familial.